# Cordyline pumilio
Cordyline pumilio (Engels: dwarf cabbage tree, Maori: tī koraha of tī rauriki) is een soort uit de aspergefamilie (Asparagaceae). Het is een kleine struik, meestal zonder een zichtbare stam, waaruit lange en zeer smalle bladeren groeien. De bladeren zijn tot 1 meter lang en 1 tot 2 centimeter breed, taps toelopend in een gegroefde bladsteel. De struik heeft lange bloeipluimen met kleine, witte of roze bloemen die uitgroeien tot een blauwachtige vrucht.
De soort komt voor op het Noordereiland in Nieuw-Zeeland. Hij groeit vanaf Te Paki in het noorden tot in Kawhia Harbour in het westen en Bay of Plenty in het oosten. De struik groeit van in kustbossen tot in bergbossen. Hij groeit er te midden van struikgewas en in kauri-bossen, vooral langs richels.